# Army Historic Aircraft Flight
Army Historic Aircraft Flight (česky Armádní letka historických letadel či Letka armádních historických letadel) je letka britského vojenského letectva Army Air Corps sloužící jako předváděcí skupina letadel, která se dříve nacházela v armádní výzbroji. Mezi jí provozované typy patří například letouny de Havilland Canada DHC-1 Chipmunk a DHC-2 Beaver a vrtulníky Sioux a Skeeter.

## Letadla

### Létající stroje
- Agusta-Bell Sioux AH.1 (civilní imatrikulace G-CICN, vojenský seriál XT131)
- Auster AOP.9 (G-CICR, XR244)
- de Havilland Beaver AL.1 (G-CICP, XP820)
- Westland Scout AH.1 (G-CIBW, XT626)

### Nelétající stroje
- de Havilland DHC-1 Chipmunk T.10 (WD325)
- de Havilland Tiger Moth DH.82A (G-ANBY, EM820)
- Saunders-Roe Skeeter AOP.12 (G-SARO, XL812)

### Dříve užívané stroje
- Sud Aviation Alouette II